# White Denim
White Denim est un groupe de rock américain fondé en 2006 à Austin (Texas). Leur musique varie les influences entre garage rock, blues rock, jazz fusion et rock psychédélique.

## Histoire
En mars 2005, deux groupes, Parque Touch (Josh Block, James Petralli, Lucas Anderson) et Peach Train (Steve Terebecki), se produisent ensemble en concert au Beerland, à Austin. Après le concert, Lucas Anderson propose à Steve Terebecki de devenir bassiste pour Parque Touch. Le groupe devient ainsi un quatuor. Mais Lucas Anderson quitte le groupe peu de temps après pour partir en Russie, et les trois membres restants décident de rebaptiser le groupe en White Denim.
Le groupe sort son premier EP auto-produit Let's Talk About It en 2007. La même année, le groupe reçut le prix du meilleur nouveau groupe aux Austin Music Awards.
En 2008 sort le premier album du groupe, Workout Holiday, sur le label britannique Full Time Hobby. Une version remodelée sort aux États-Unis la même année, intitulée Exposion. Prolifique, le groupe sort l'année suivante son troisième album studio, Fits, d'abord en Europe via Full Time Hobby ; aux États-Unis, il paraît sur le label Downtown Records sur lequel le groupe a récemment signé.
En septembre 2010, White Denim annonce la venue d'un second guitariste, Austin Jenkins, dans le line-up du groupe. Dans les semaines qui suivent paraît Last Day of Summer, proposé en téléchargement libre sur leur site officiel ; l'album, qui fut enregistré en un mois, est une compilation de morceaux composés par le groupe depuis 2006. Une version physique sort un an plus tard, le 5 décembre 2011,.
2011 est aussi l'année de sortie de leur cinquième album, intitulé D, qui paraît le 24 mai sur Downtown Records. L'album est décrit par la critique comme plus complexe et nuancé que ses prédécesseurs ; le groupe y délaisse le garage rock de ses débuts pour adopter un son plus psychédélique,.
Après une pause de deux ans durant laquelle le groupe tourne partout dans le monde, le groupe revient en studio et sort son sixième album, Corsicana Lemonade, le 29 octobre 2013. Il fut en partie produit par le leader de Wilco, Jeff Tweedy. En France, les Inrocks saluent un album qui "déploie une énergie blues à rendre vert de jalousie un Jack White".
Nintendo a utilisé la musique ha ha ha ha (yeah),  pendant la vidéo de présentation de la Nintendo Switch

## Discographie

### Albums
- Workout Holiday (2008), seulement paru en Europe
- Exposion (2008), seulement paru aux États-Unis
- Fits (2009)
- Last Day of Summer (2010/2011)
- D (2011)
- Corsicana Lemonade (2013)
- Stiff (2016)
- Performance (2018)
- Side Effects (2019)
- In Person (2019)
- World as a Waiting Room (2020)